# 9243 Alag
A 9243 Alag (ideiglenes jelöléssel (9243) 1998 FF68) a Naprendszer kisbolygóövében található aszteroida. A LINEAR projekt keretében fedezték fel 1998. március 20-án.